# Darbandikhan
Darbandikhan (em curdo: Derbendîxan) é uma cidade iraquiana no governorate de Suleimânia, no Curdistão Iraquiano. É a capital do distrito de mesmo nome, estando localizada próxima ao lago Darbandikhan.
Habitada majoritariamente por curdos, a cidade foi afetada em 2017 por um terremoto de 7,3 de magnitude, que atingiu também o vizinho Irã.